# Протестантизм на Филиппинах
Протестантизм на Филиппинах прочно закрепляется на Филиппинских островах в 1898 году, сначала с капелланами армии США, а затем, с гражданскими миссионерами. Это произошло во многом благодаря революции на Филиппинах, в ходе которой лидер повстанцев Эмилио Агинальдо (1869—1964) назначил Грегорио Аглипая (1860—1940) главой церкви. Аглипай основал Филиппинскую независимую церковь, которая хоть и оставалась формально католической, реально стала уходить в сторону унитарианства. Первым американским протестантским миссионером был пресвитерианин Джеймс Б. Роджерс, прибывший на Филиппины в апреле 1899 года.
Согласно последней переписи населения, проведённой в 2015 г. Статистическим управлением Филиппин (PSA), 79,5 % жителей этой страны являются католиками, а 9 % принадлежат к протестантским группам.

## История

### Период испанского владычества (1565—1898)
Испанская колонизация Филиппин началась в 1565 году. Благодаря покровительству испанского короля и статусу католической церкви, колониальная администрация не допускала проповедь протестантских миссионеров на подконтрольных территориях. Таким образом, ровно до Филиппинской революции 1896—1989 гг., активной миссионерской деятельностью в этой местности занимались представители стран, соперничающих с Испанией, а именно голландские торговцы в конце XVII века или британцы, во время британской оккупации Манилы в 1762 году. В конце XIX века, филиппинские метисы, отправляющиеся на обучение в Испанию, возвращаются из Европы, увлечёнными масонством и протестантизмом. Таким образом, ещё до прихода американских военных в 1898 году, на Филиппинах существовали подпольные протестантские общины.

### Период американской колонизации (1898—1946)
Переход от испанского к американскому правлению открыл двери для протестантских миссионеров, переводчиков Библии и различных христианских ассоциаций. Свобода вероисповедания была закреплена законом, а католическая церковь потеряла всякую государственную поддержку, столкнулась не только с серьёзными финансовыми потерями, но и нехваткой священников. Несмотря на то, что официально большинство протестантских проповедников были мужчинами, женщины распространяли свою веру неофициально в качестве учителей или медсестёр.

Больница Илоило, основанная в 1901 году американскими пресвитерианскими миссионерами

В 1901 году представители нескольких крупных протестантских церквей заключили соглашение о разделе сфер влияния в стране, или Соглашение о вежливости. Манила была открыта для представителей всех церквей, другие районы распределялись следующим образом: большая часть северного Лусона отходила к методистской миссии; южные части Лусона и части расположенных в центре Висайских островов — пресвитерианской миссии; большой южный остров Минданао, на котором находилась в том числе большая мусульманская община, отошла к Американскому совету уполномоченных по иностранным миссиям и конгрегационалистской миссии. Церковь Учеников Христа предпочла не присоединяться к соглашению. Епископальная церковь во главе с епископом Чарльзом Генри Брентом сосредоточили свои усилия на горных районах северного Лусона, остававшийся по большей части языческим, на части Минданао, а также представителей китайской диаспоры.

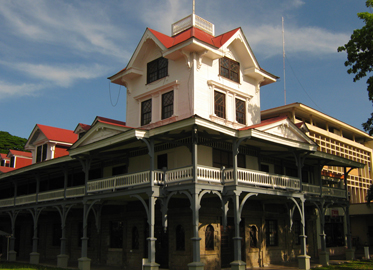
Саллиманский университет, основанный в 1901 году американскими миссионерами

Протестантские общины основывали также больницы и учебные заведения. Первые филиппинцы, обращённые в протестантизм, служили как евангелисты. Популярность протестантизма сильно варьировалась в зависимости от города или региона. Однако несмотря на первоначальную уверенность в быстром переходе в протестантизм католической, в основной массе своей, страны, а также на значительное число новообращённых по сравнению с другими миссиями в Азии, протестантские миссионеры вскоре осознали, что подавляющее число филиппинцев остаются католиками. Протестанты недооценили лояльность населения к народному католицизму. Основной вклад протестантизма в культурное развитие Филиппин — это продвижение английского языка и грамотности, а также создание университетов, таких как Силлиманский университет (анг. Silliman University), Филиппинский христианский университет (анг. Philippine Christian University).
Несколько протестантских миссионеров получили широкое международное признание за свою деятельность на Филиппинах: епископ Брент за борьбу против употребления опиума и наркотиков в Азии и Фрэнк Лаубах, миссионер Американского совета уполномоченных по иностранным миссиям, который за время изучение филиппинского языка разработал инновационный метод обучения грамоте, использующийся более чем в ста странах мира по сей день.

### Период независимости (1946 — настоящее время)
Во время Второй мировой войны Филиппины оказались в зоне японской оккупации, и многие западные миссионеры покинули страну. Протестантское движение пришло в упадок из-за прекращения финансирования из США. Таким образом, руководящие должности в местных церквах заняли люди филиппинского происхождения. Проблема для многих филиппинских протестантских лидеров того времени заключалась в утверждении равноправия с зарубежными церквами. После обретения независимости в 1946 году, тенденция к экуменическому сотрудничеству между церквами усилилась. В 1948 году Филиппинская Методистская церковь, Объединённая евангелическая церковь, большинство оставшихся членов евангелической церкви и некоторых конгрегаций IEMELIF, Unida de Christo, объединились, чтобы сформировать Объединённую Церковь Христа на Филиппинах (анг. United Church of Christ in the Philippines, или UCCP). После войны, раскол между унитариями и тринитаристами привёл к окончательной победе последних, и их епископы были окончательно возведены в епископат путём повторной хиротонии епископалов в 1948 г.
В 1948 г. образовалась протестантская организация «церковь Христа» (известна также как Иглесия ни Кристо), число её приверженцев значительно увеличилось с 250 тысяч до 1,4 миллиона человек в настоящее время. Организация имеет националистическую ориентацию во взглядах и закрыта от непосвящённых.
В 1957 г. протестантская организация «Епископальная церковь Филиппин» получила начало от протестантов из США. Первыми епископами стали бывшие аглипайские священники. В 1961 г. епископальная церковь заключила договор с аглипайской церковью и образовался Национальный совет церквей Филиппин. В 1963 г. этот совет вошёл во Всемирный Совет церквей и Восточно-Азиатскую христианскую конференцию, что упрочило связи аглипайцев с протестантами Великобритании. В 1965 г. было подписано соглашение со Старокатолической церковью Нидерландов, Германии, Швейцарии, Польши, Югославии.
После Второй мировой войны стали появляться и различные евангельские церкви под руководством миссионеров, изгнанных из Китая. Многие из них сейчас входят в Филиппинский совет евангелических церквей (PCEC). В отличие от экуменической ориентации церквей НСЦФ, церкви, входящие в Филиппинский совет евангелических церквей, более консервативны и меньше интересуются экуменизмом и общественными проблемами. Последние десятилетия XX века ознаменовались значительным развитием протестантских церквей.
Ограничения в годы военного положения Фердинанда Маркоса закончились в 1986 г. В 1990-е годы харизматические и пятидесятнические группы становятся более заметными, тогда как старые протестантские церкви показывают лишь совсем незначительный прирост приверженцев. Вывод военных баз США, завершённый в 1992 г., и освобождение Филиппин от продолжающейся экономической эксплуатации были, стали безусловной победой политически активных протестантов тех лет.

## Современное положение

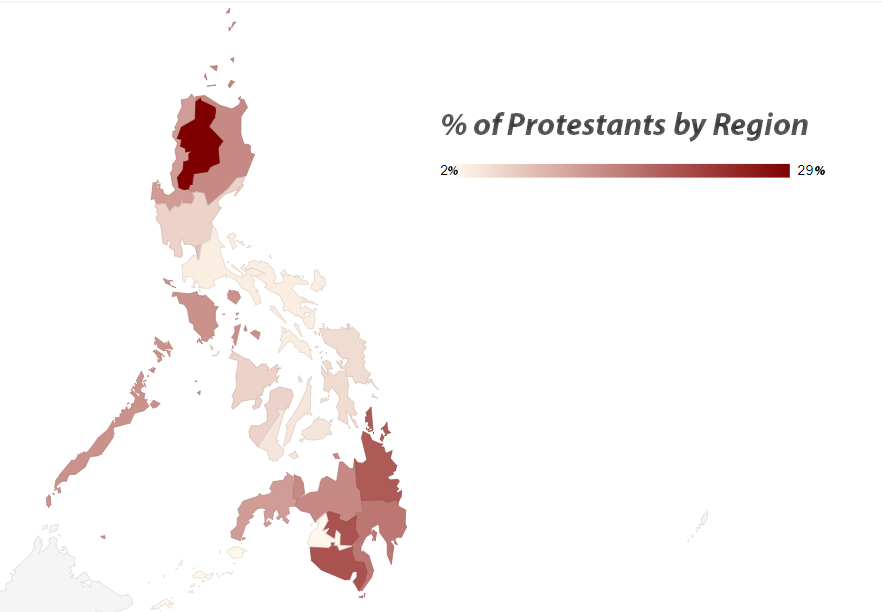
Тёмно-красным отмечены области с максимальной концентрацией протестантского населения на островах

На сегодняшний день на Филиппинах представлен весь спектр протестантских церквей и движений. Таким образом, протестантов на Филиппинах насчитывается уже более 5 млн человек.
Кроме того, Филиппинские протестанты сотрудничают с тремя основными экуменическими организациями: Национальным советом церквей на Филиппинах, входящим в состав Всемирного совета церквей, Филиппинским советом евангелических церквей, входящим в состав Всемирного евангелического альянса, и Филиппинским советом фундаментальных евангелических церквей, представляющим наиболее консервативную группу церквей.